# Cimetière d'Aoyama
Le cimetière d'Aoyama (青山霊園, Aoyama reien) est un cimetière situé dans le quartier de Minato à Tokyo au Japon et géré par le gouvernement métropolitain de Tokyo. Le cimetière, célèbre pour ses cerisiers en fleurs, est très visité pendant la saison du hanami.

## Histoire

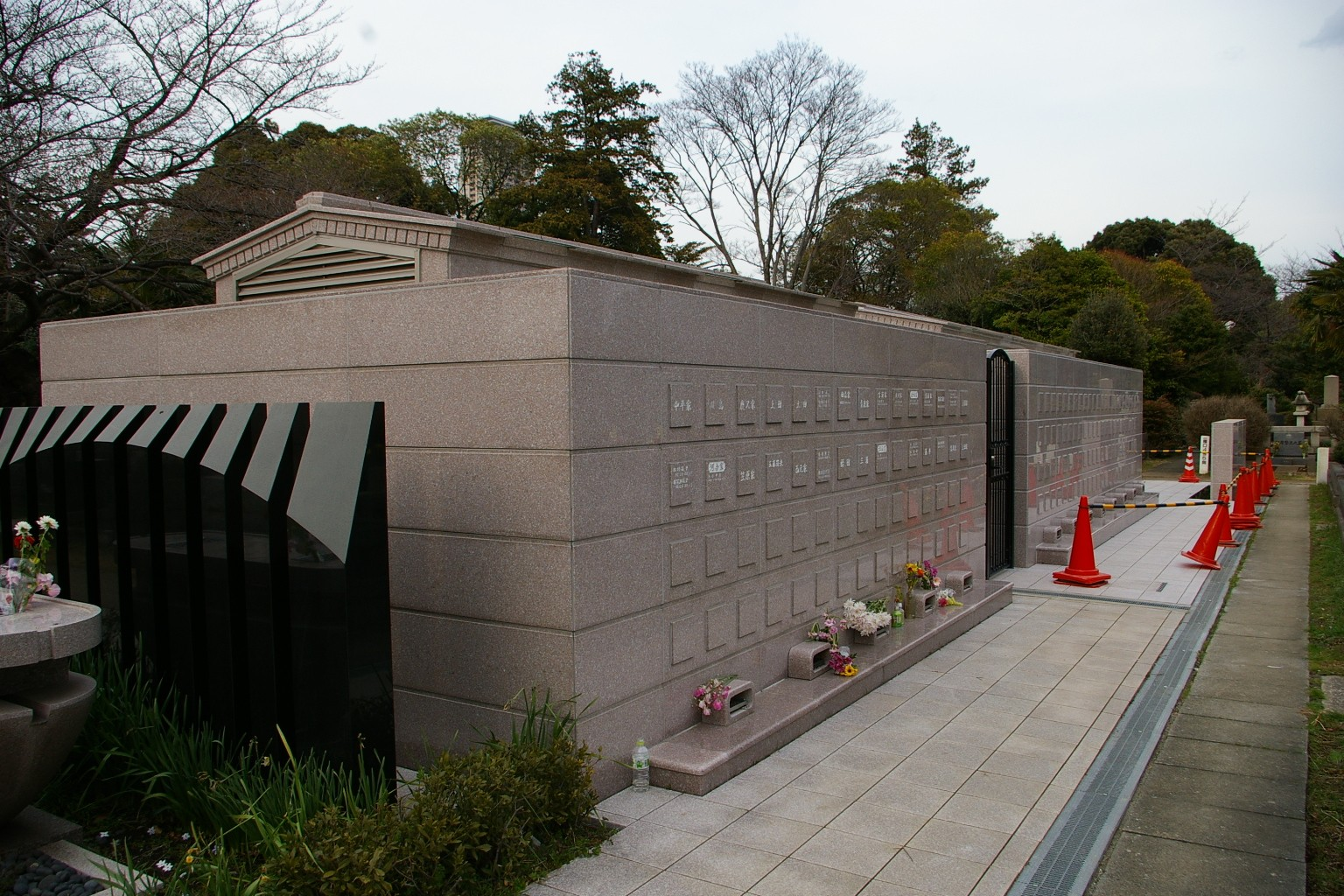

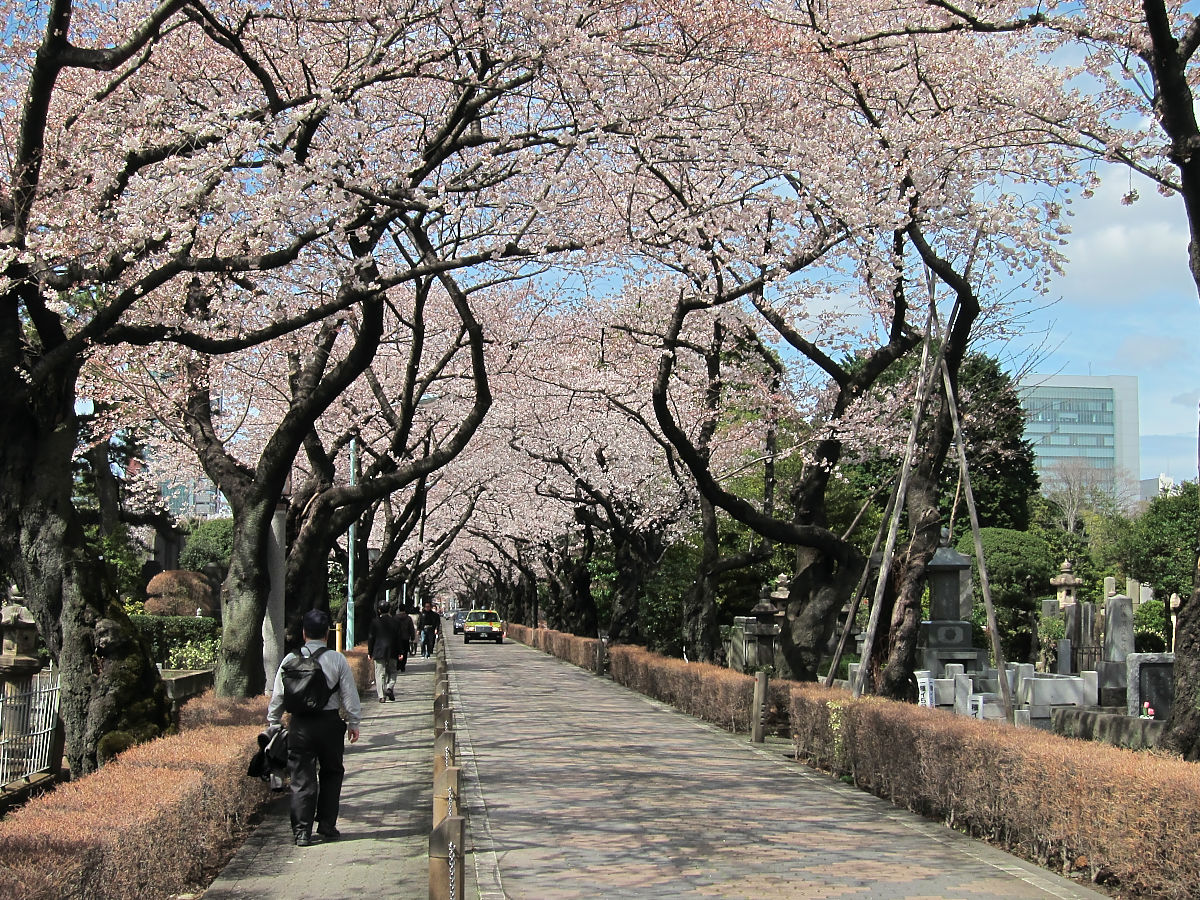
Cerisiers du cimetière en fleur.

Le cimetière se trouve à l'origine sur une terre de la famille Aoyama faisait partie du clan Gujō dans la province de Mino (aujourd'hui dans la ville de Gifu). Ce fut le premier cimetière public du Japon.
Il a une superficie de 260 000 m2.

## Section japonaise
La section japonaise comprend les tombes de nombreuses personnalités dont :
- Gotō Shōjirō
- Chōmin Nakae
- Kidō Okamoto
- Nogi Maresuke
- Ōkubo Toshimichi
- Naoya Shiga
- Takeichi Nishi
- Sasaki Takayuki
- Shigeru Yoshida
- Kitasato Shibasaburō
- Eisaku Sato

## Section étrangère

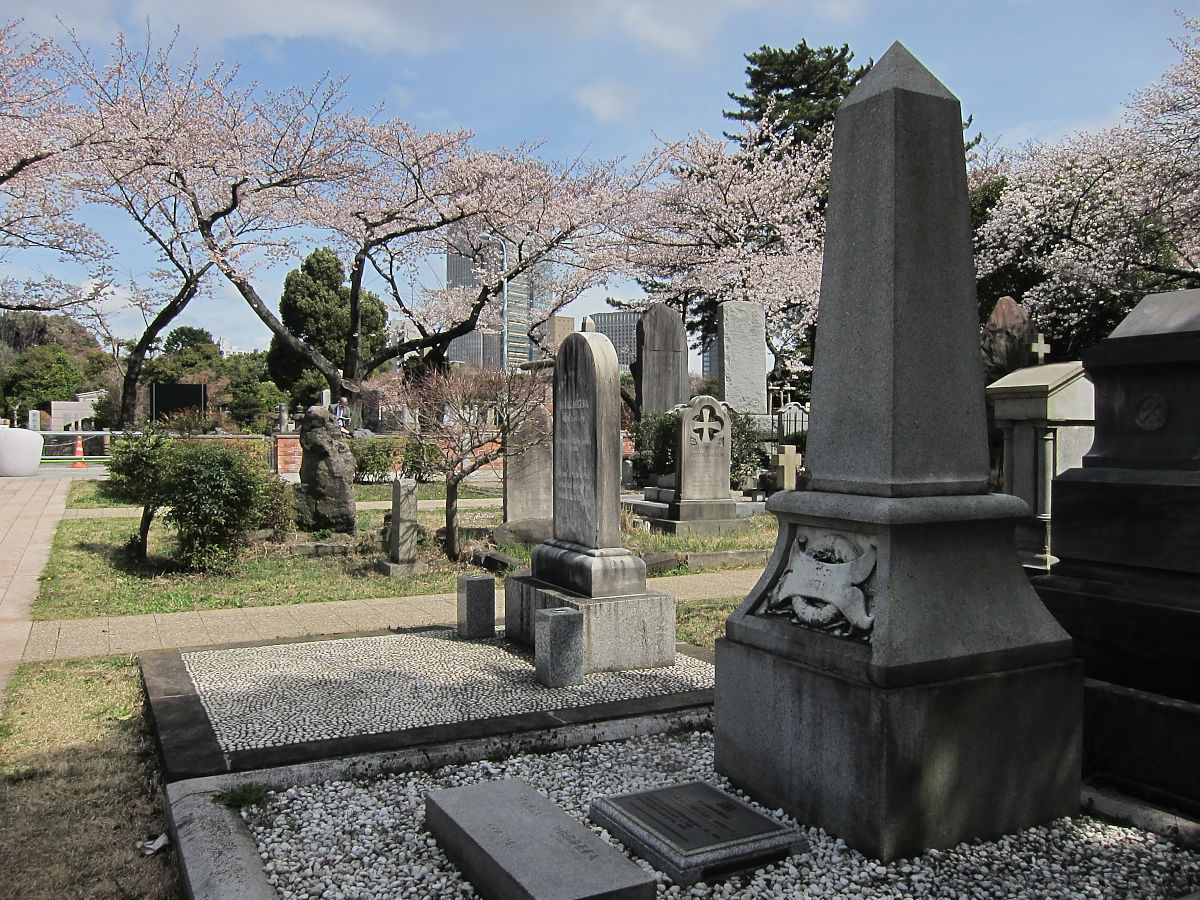
Section étrangère.

Le cimetière comprend une partie pour les étrangers où l'on trouve notamment la tombe de :
- Francis Brinkley (1841–1912) journaliste et universitaire.
- Edoardo Chiossone (1833–1898), graveur.
- Edwin Dun (1848–1931), conseiller agricole américain.
- William Clark Eastlake (1834–1887) « Pionnier de la pratique dentaire en Orient »
- Hugh Fraser (1837–1894), ambassadeur britannique au Japon.
- Flora B. Harris, missionnaire et traductrice, épouse de Merriman Colbert Harris.
- Merriman Colbert Harris (1846–1921) missionnaire méthodiste américain.
- Henry Hartshorne (1823–1897), missionnaire et médecin, père d'Anna Hartshorne.
- Joseph Heco (1837–1897), premier Japonais naturalisé Américain.
- Paul Jacoulet (1902–1960), artiste français de style japonais.
- Arthur Lloyd, professeur et traducteur anglais
- Henry Spencer Palmer (1838–1893) ingénieur et journaliste britannique.
- Julius Scriba (1848–1905), chirurgien allemand.
- Guido Verbeck (1830–1898), conseiller politique, enseignant, et missionnaire néerlandais.
- Charles Dickinson West (1847–1908), ingénieur irlandais.
- Anna Whitney (1834–1883), mère de Clara Whitney.
- Jean-Baptiste Berger (1864-1891), prêtre catholique, missionnaire mort lors d'une épidémie de grippe
- Pierre-Marie Osouf (1829-1906) missionnaire français de Normandie, premier archevêque de l'archidiocèse de Tokyo.

## Tombe d'Hachiko

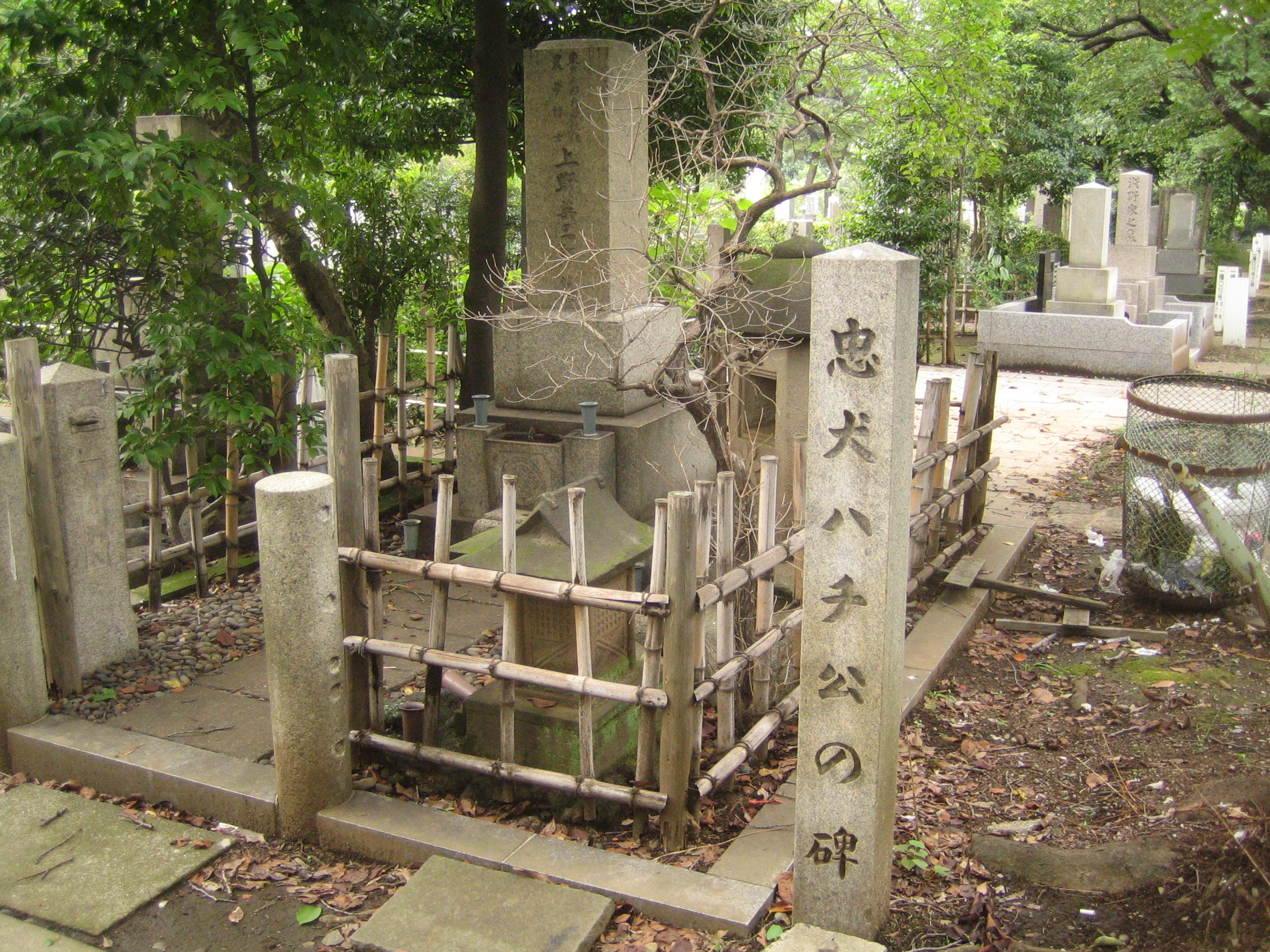
La petite tombe d'Hachikō au pied de celle de son maître Hidesaburo Ueno.

L'une des tombes les plus célèbres du cimetière est celle d'Hachikō, le célèbre chien dont la statue trône à la gare de Shibuya. Hachikō est célèbre pour avoir attendu, de 1925 jusqu'à sa mort (en 1935), son maître décédé devant la gare de Shibuya.

## Section Tateyama
Le cimetière a aussi une section Tateyama où sont inhumés Tetsuzan Nagata, Heitarō Kimura et Sagara Sōzō.